# São Geraldo (Manaus)
São Geraldo é um bairro do município brasileiro de Manaus, capital do estado do Amazonas. Localiza-se na Zona Centro-Sul da cidade. De acordo com estimativas da Secretaria de Desenvolvimento Econômico, Ciência, Tecnologia e Inovação do Amazonas (SEDECTI), sua população era de 8 983 habitantes em 2017.

## História
A história do bairro de São Geraldo remonta ao fim do século XIX, quando deu-se nas proximidades a instalação da Companhia de transportes Vila Brandão, que fazia o percuso, através de bondes, do mercado público municipal até a Cachoeira Grande, antiga fonte de abastecimento de água do município de Manaus. A companhia foi construída em 1888 e estava situada onde hoje é o bairro de São Jorge.
Cachoeira Grande, naquela época, era interligada ao restante da área urbana por uma estrada, que hoje constitui a atual Avenida Constantino Nery e parte da João Coelho. No século XX, era comum as estradas de piçarra e a vida ritmada pelos bondes. O lugar estava localizado entre as avenida Constantino Nery, João Coelho e estrada João Alfredo, hoje Djalma Batista. O bairro ganhou o nome de Bilhares, pelo fato de haver um antigo estabelecimento de jogos de bilhar, que vendia também vinhos e outras bebidas alcoólicas. A mudança de nome do bairro para São Geraldo, deu-se apenas na segunda metade do século XX.
Integram o bairro: o conjunto Moto Importadora, os loteamentos Castrolândia, Vila do Preciosíssimo Sangue, Vila San Marino, além dos condomínios ali situados.

## Dados do Bairro
- População: 7.599 moradores[5]